# Sei come me (Grido)
Sei come me è un singolo del rapper italiano Grido, il terzo estratto dal primo album in studio Io Grido e pubblicato il 21 ottobre 2011.

## Video musicale
Il videoclip è stato pubblicato il 17 ottobre 2011 attraverso il canale YouTube del rapper.